# Силтанукская возвышенность
Силтану́кская возвы́шенность (осет. Силтаныхъ) — возвышенность в Дигорском районе Северной Осетии. Получила своё название по имени кабардинского князя Султанука Идаровича, чьими владениями эти места были раньше.
Возвышенность расположена между Змейскими горами и Лесистым хребтом, в междуречье рек Дур-Дур и Чикола. Образована мощными галечниками, покрытыми наносными породами и смытыми с передовых предгорий Кавказа и Змейских гор. Возвышенность пересекают многочисленные балки, вытянувшиеся с запада на восток и придающие рельефу волнистый характер. Чернозёмные почвы возвышенности отличаются особым плодородием.